# Muhammad Ali vs. Antonio Inoki

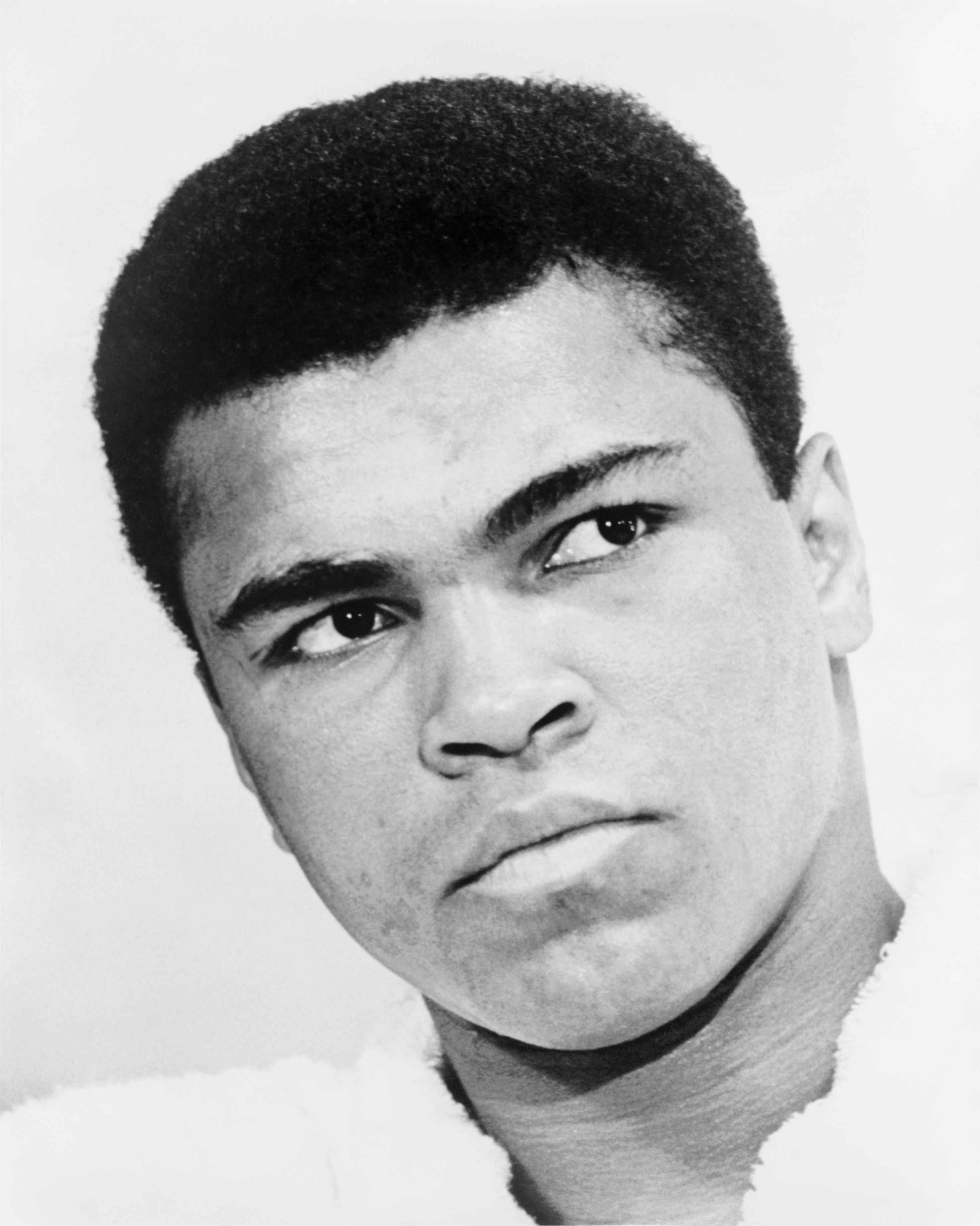
Muhammad Ali en 1967.

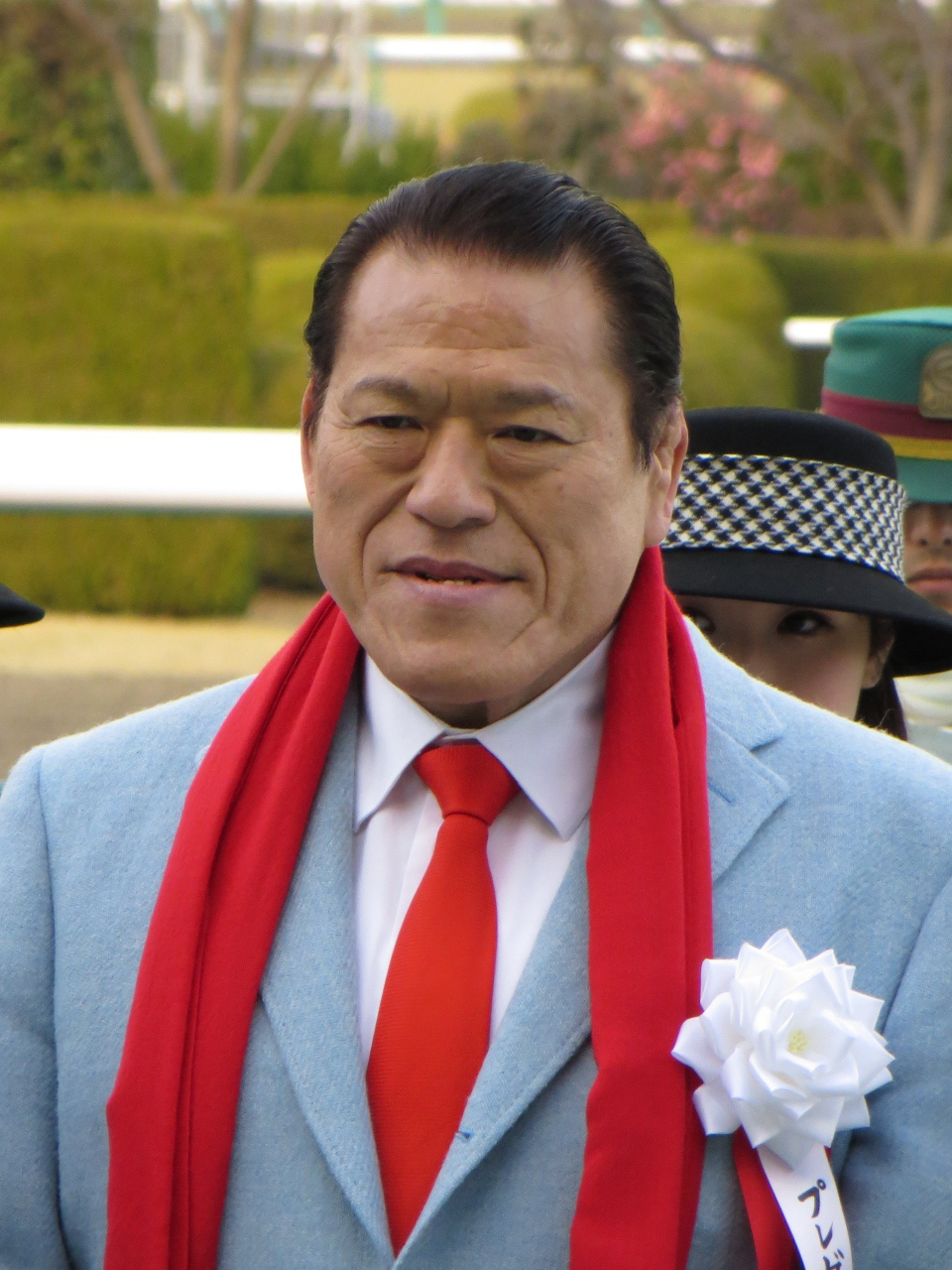
Antonio Inoki en 2012.

Muhammad Ali vs. Antonio Inoki fue un combate de reglas especiales que tuvo lugar el 26 de junio de 1976 en Tokio y enfrentó a Muhammad Ali, por entonces campeón mundial de boxeo, contra Antonio Inoki, campeón de lucha libre profesional perteneciente a la New Japan Pro Wrestling. Surgida como consecuencia de un desafío lanzado por Ali y recogido por Inoki, se la considera una de las luchas precursoras de las modernas artes marciales mixtas (MMA).

## Historia
En abril de 1975, en una recepción celebrada en Estados Unidos, Muhammad Ali conoció a Ichiro Hatta, antiguo secretario de la escuela Kodokan de judo y pionero de la lucha libre deportiva en Japón. En su proverbial talante, Ali comunicó a Hatta un desafío del que los titulares nipones se harían eco: «¿No hay ningún peleador oriental que vaya a desafiarme? Daré un millón de dólares a quien me gane». Tras oírlo, Antonio Inoki, luchador de la promoción de puroresu New Japan Pro Wrestling, aceptó el reto con celeridad, consiguiendo reunir suficientes patrocinadores para pagar al boxeador seis millones de dólares estadounidenses si convenía a pelear. El contrato se firmó en marzo de 1976, estipulando la lucha para el 26 de junio en el Nippon Budokan de Tokio.
La peculiar naturaleza del combate, junto con las dos personalidades a las que reunía, pronto dio de qué hablar en las conferencias de prensa. En el primero encuentro entre los contendientes, Ali se rio de Inoki y le apodó «pelícano» por su mandíbula prominente. Inoki, impertérrito, le replicó a través de un traductor: «Cuando su puño contacte con mi mandíbula, procure no hacerse daño en la mano». El japonés entonces entregó a Ali una muleta a modo de regalo burlesco, insinuando que la necesitaría cuando acabara la lucha. Esto no era una bravata, ya que Inoki, a pesar de haber tomado parte hasta entonces sólo en luchas coreografiadas, poseía amplios conocimientos de kárate, sumo y catch wrestling, y además contaba entre sus entrenadores con el legendario luchador olímpico Karl Gotch. Seguro de su posición, Inoki declaró también: «No sé cuán seriamente está tomándose Muhammad Ali la lucha, pero si no se la toma en serio podría salir herido. Voy a ir allí a luchar. Puede que incluso le rompa un brazo». Ali, en cambio, no estaba impresionado con estas disciplinas: «Digamos que ese tipo viene a por mí. Sólo tengo que tirar jabs: bop, bop, bop. No podrá acercarse lo suficiente. ¿Qué es el kárate para un boxeador de largo alcance? Nada. Cuando le haya dado suficientes jabs, le noquearé».
Por su parte, la prensa internacional estaba expectante, incluso si los articulistas no habían decidido aún cómo interpretar la noticia. Durante la víspera de la lucha, el corresponsal John Roderick de Associated Press describió el combate como «... lo que algunos llaman el primer Campeonato de Artes Marciales del Mundo y otros una estafa multimillonaria». El experto en artes marciales Donn F. Draeger, conocedor de las contiendas de Inoki, creía que se trataría de un combate coreografiado al uso de la lucha libre (algo conocido como yaocho), opinando: «Si esta lucha fuera a ser real, ahuyentaría a Ali. Si Inoki insiste en que sea real, el evento nunca se celebrará». Del mismo parecer era Bob Arum, el promotor del evento, que suponía que un luchador profesional sólo se prestaría a ese tipo de espectáculo. De un modo u otro, la anticipación era enorme: el encuentro sería retransmitido a 34 países en todo el globo, y se estimaba que la audiencia superase los catorce millones de personas. En Nueva York, el promotor de lucha libre Vincent J. McMahon vendió 32 897 entradas para una retransmisión en directo en el Shea Stadium, la cual contaría antes con otra contienda en vivo entre un luchador y un boxeador: André The Giant contra Chuck Wepner (el segundo de los cuales había combatido también contra Ali el año anterior, inspirando en el proceso el argumento de la película de 1976 Rocky). El propio Budokan quedó lleno total, con los asientos más caros llegando a venderse por 300 000 yenes.
El día de la lucha, Ali causó deliberadamente una escena a su llegada al aeropuerto, vociferando: «¡No habrá otro Pearl Harbor! ¡Muhammad Ali ha vuelto!» mientras atravesaba las masas de periodistas. Su actitud ya había atraído burlas de parte de japoneses y artistas marciales, los cuales habían apostado en su contra. Algunos hicieron juego de palabras con su apellido, cuya pronunciación en japonés (ari) era homófona con la palabra «hormiga», del mismo modo que el boxeador había tildado de pelícano a Inoki. Varios judocas de alto nivel, entre los que se hallaban Draeger, Kisaburo Watanabe y el renombrado Isao Inokuma, especularon con que ellos mismos podrían despachar a Ali en el cuadrilátero en menos de un minuto gracias a sus manejos de la lucha a ras de lona.

## Reglas
El momento definitorio del combate, irónicamente, no sería en el cuadrilátero, sino a la hora de delimitar las normas y el cariz del espectáculo. La lucha terminó siendo una pelea real, pero disputada bajo unas reglas asimétricas muy específicas, cuya causa, naturaleza y ejecución se hallan aún en controversia y han sido debatidas durante décadas.
Según el periodista boxístico John Murphy, el combate entre Ali e Inoki fue concebido como un espectáculo coreografiado. En su transcurso, Ali noquearía accidentalmente al árbitro, lo que le distraería lo suficiente como para que Inoki, artero, noquease a su vez a Ali por la espalda con una patada alta. Al volver en sí el colegiado, haría la cuenta de diez sobre el derribado Ali y declararía ganador a Inoki. De esa manera, ambos quedarían satisfechos: el japonés se alzaría vencedor y el americano disculparía su propia derrota con lo azaroso de las circunstancias. Sin embargo, siguiendo esta versión, Ali quedó indignado al enterarse de que debía perder y se negó a seguir los planes, dando como resultado una lucha real.
Según otro versión, mantenida en Japón, Ali y su equipo firmaron el contrato creyendo erróneamente que se trataría de una coreografía. Cuando el boxeador visitó a Inoki en su dōjō privado y presenció cómo el japonés ensayaba violentas patadas y llaves con sus compañeros, le preguntó: «OK, entonces ¿cuándo realizamos los ensayos?» A esto Inoki habría respondido: «No, no. Esto no es una exhibición. ¡Es un combate real!»

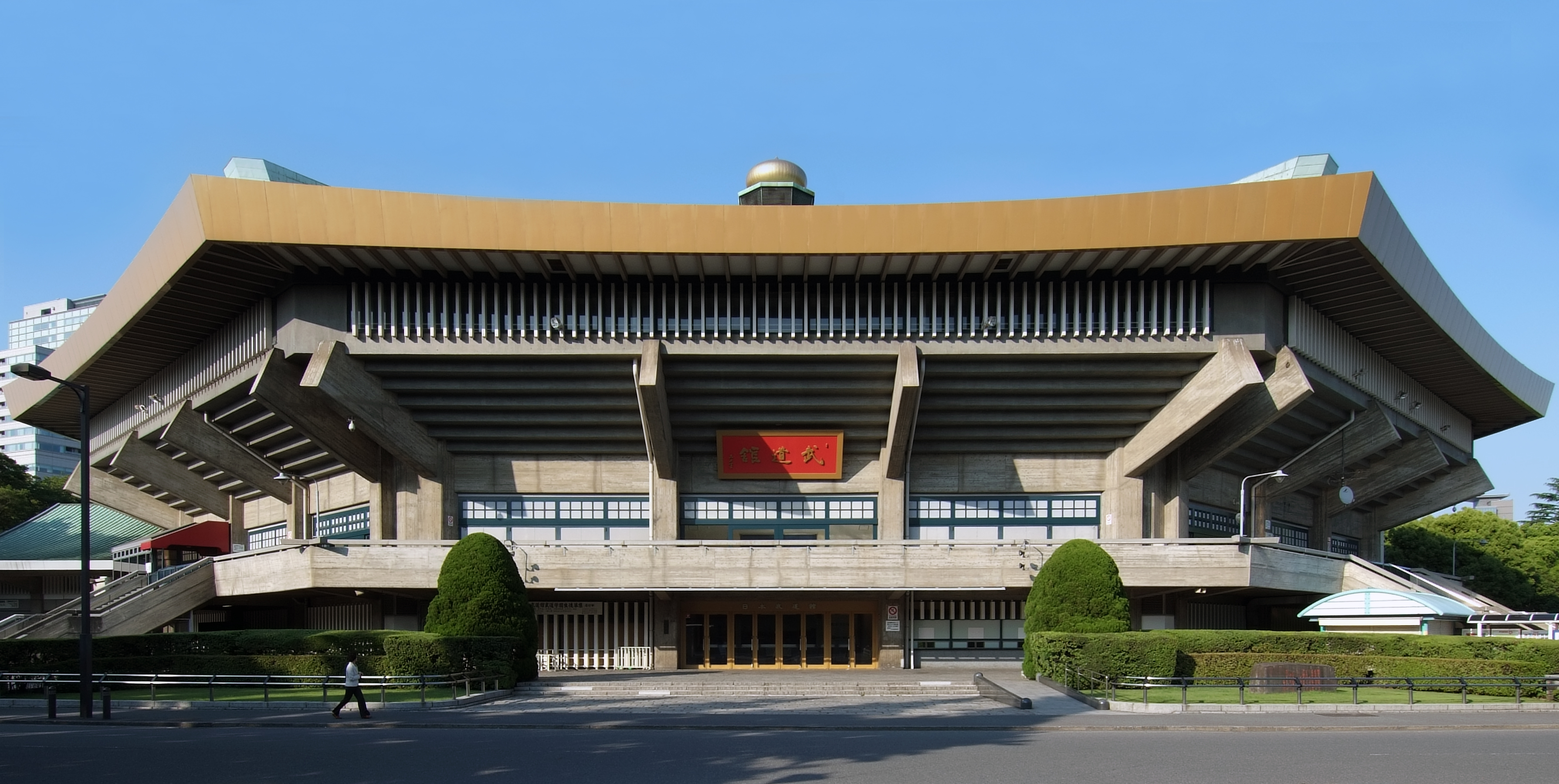
El Nippon Budokan, donde se llevó a cabo el evento.

Sea como fuere, los días anteriores al encuentro fueron testigos de intensas negociaciones. El equipo de Ali exigió la imposición de una larga serie de restricciones sobre el estilo de Inoki, presumiblemente a fin de mantener una lucha más ecuánime, y se demandó que no pudieran ejecutarse proyecciones, derribos ni placajes, ni usar rodillazos, codazos, cabezazos, golpes con el canto de la mano ni patadas, ni cualquier tipo de golpe cuando se hallaran ambos púgiles a ras de lona. Los únicos movimientos legales para Inoki serían golpes de mano abierta que no apuntaran a la garganta, zancadillas con los pies y patadas que se lanzaran con una rodilla en contacto con la lona o estando sentado en ella. En contraste, Ali podría golpearle y patearle de cualquier manera que se terciara.
Naturalmente, los expertos que supieron de esto declararon que tal reglamento limitaba las opciones del japonés de manera abusiva. En palabras de Draeger, «Ali puede agarrar o darle puñetazos; Inoki no puede derribar o placar. Esta última restricción es lo mismo que prohibir que Ali utilice jabs. ¡Menuda farsa!» Sin embargo, los promotores contaban con la conformidad de Ali para celebrar el evento, de modo que Inoki no podía negarse a estas normas o de lo contrario la lucha nunca tendría lugar. El estadounidense también exigió que este reglamento se mantuviera en secreto.
Una teoría surgida cuatro décadas después, no obstante, pone en duda que se llegara a estas normas a través de negociaciones como se ha venido diciendo. En su autobiografía de 2018, el luchador profesional Bret Hart, por entonces miembro de NJPW, afirma que los miembros de la Nación del Islam que acompañaban a Ali amenazaron a Inoki con asesinarle si ponía un solo dedo sobre el estadounidense. Por ello, Inoki se habría autoimpuesto todas estas reglas a fin de sortear esta prohibición. Gene LeBell, el árbitro del combate, corroboró también que no se llegó a decidir ninguna norma, sugiriendo que todo fue por propia decisión de Inoki.
Como se menciona, el encuentro fue arbitrado por Gene «Judo» LeBell, un yudoca y luchador que ya había participado personalmente en un combate de boxeador contra artista marcial en 1963, sometiendo a Milo Savage por estrangulación.

## Sumario de la lucha
Inoki hizo su entrada en el Nippon Budokan primero, vestido con la bata púrpura con la que solía acudir al cuadrilátero. Le acompañaban Karl Gotch, luchador olímpico, maestro de catch wrestling y entrenador de Inoki; Seiji Sakaguchi, medallista olímpico de judo y miembro de NJPW; Kotetsu Yamamoto, entrenador jefe de la compañía; y Kantaro Hoshino, luchador cotizado y antiguo competidor de boxeo.
Ali entró en el segundo, en bata roja y blanca y con un séquito mucho más nutrido. En este se hallaban su mánager Herbert Muhammad, sus entrenadores Angelo Dundee y Wali Muhammad, su esquinero Drew Bundini Brown y su médico personal Ferdie Pachecho, además de una serie de asistentes especiales: el luchador profesional Freddie Blassie, el maestro de taekwondo Jhoon Goo Rhee y el promotor Butch Lewis. Llevaba guantes de boxeo especiales, más pequeños que los usados típicamente en el deporte, y rellenos de vendas y gasa apretada, lo que le permitiría dar golpes más duros.

### Asaltos 1-5
Tan pronto como sonó la campana de inicio, Inoki atravesó a la carrera los cinco metros que le separaban de Ali y se deslizó hacia sus piernas en una patada que el boxeador esquivó. Inoki permaneció de espaldas en la lona y comenzó a lanzar patadas e intentos de barrido contra las piernas de Ali. Tras anotar una patada sólida, Inoki se puso en pie por un momento, pero pronto volvió a su terreno escogido y siguió pateando desde el tapiz, anotando otra y obligando al rincón de Ali a llamar a la retirada a su contendiente. Ali se burló de Inoki y le instó a ponerse en pie, pero el luchador siguió con su estrategia y acertó unas pocas patadas a las piernas antes del fin del primer asalto.
Los asaltos segundo y tercero transcurrieron de la misma manera, con Inoki refugiado en la lona y pateando en dirección a un irritado Ali. El boxeador reculaba para ponerse fuera de su alcance, pero Inoki se acercaba a él marchando de espaldas sobre manos y pies y volvía a atacar cada vez. En el tercer asalto comenzó a distinguirse una herida en la pierna izquierda de Ali, mientras que el público empezó a abuchear por la falta de acción convencional. En un momento, Ali dio una vuelta alrededor del cuadrilátero para alejarse de Inoki y le gritó «¡Inoki cobarde! ¡Inoki no lucha!» y «¡Un puñetazo! ¡Quiero un puñetazo!»
Llegado el cuarto asalto, Inoki falló una patada voladora lateral y volvió a arrastrarse hacia Ali amenazándole con patadas, consiguiendo esta vez atraparlo en una esquina del cuadrilátero. Después de que LeBell reiniciase la acción en el centro del cuadrilátero, Inoki insistió con su estrategia sedente, provocando que Ali gritara: «¡Creía que Inoki sabía luchar! ¡Inoki chica!» varias veces. Sin embargo, para su apuro, el luchador volvió a arrinconarle y anotó múltiples patadas, lo cual obligó a Ali a subirse a las cuerdas y apartar sus piernas de Inoki para resguardarse de sus ataques.
El quinto asalto siguió la ya familiar estructura del combate, con Inoki tirando patadas desde su espalda y Ali tratando de encontrar maneras de evitarlas. Esta vez, no obstante, Inoki acertó una patada tan sólida que hizo caer a Ali. Tras recuperarse y bailar a su alrededor para esquivar más patadas, el boxeador probó a agarrar la bota del luchador y arrastrarle por la lona, pero la campana sonó antes de que algo pudiera hacerse. Las piernas de Ali estaban ya visiblemente amoratadas y sangrando debido al daño acumulado, una visión que por fin atrajo algo de emoción por parte del público.

### Asaltos 6-10
En el sexto asalto, Inoki repitió su patada voladora y regresó al tapiz. Una de sus patadas dio en la entrepierna de Ali y atrajo una advertencia por parte del árbitro, pero el japonés lo compensó con otro par de patadas legales. Ali agarró de nuevo las botas de Inoki con el fin de inmovilizarle para dar un puñetazo, pero Inoki, conocedor de llaves, convirtió esta posición en un barrido de piernas y tumbó a Ali. El luchador trepó sobre el estadounidense y buscó su pierna para ejecutar una sumisión sobre ella, pero Ali consiguió tocar las cuerdas con la otra, lo que obligaba a reiniciar la acción de pie. Antes de levantarse, Inoki se volvió y tiró un codazo a la cara del boxeador, ocasionando una penalización y la pérdida de un punto. Tras volver a la acción, Ali se ganó su propia reprimenda al patear a Ali mientras se equilibraba sosteniendo las cuerdas, otro acto ilegal.
En el séptimo asalto fue Inoki el que se burló de Ali, pero éste hizo caso omiso e intentó patearle de nuevo. Ali lanzó su primer puñetazo, un jab largo al rostro de Inoki, sólo para que éste volviera a tumbar al boxeador con una mezcla de patada y barrido. Aunque el público coreaba el nombre de Ali, el estadounidense parecía reacio a volver a pegar, lo que Inoki aprovechó con más de sus patadas. Cuando la ronda acabó, el sanguinolento estado de la pierna de Ali alarmó al doctor Pachecho, que se apresuró a tratarla con hielo y pomada. Mientras tanto, Dundee fue a hablar con Gotch, quejándose de que algún ojalillo de metal de las botas de Inoki se había roto y estaba cortando a Ali con cada patada, y exigió que el equipo de Inoki lo cubriese con vendas, lo cual hicieron.
El rumbo del combate no varió en  el octavo asalto, donde Ali había predicho una vez que finalizaría a Inoki. El luchador japonés volvió a derribar a Ali con un par de patadas certeras, aunque LeBell creyó ver otro golpe bajo que el equipo de Inoki disputó. Sucedieron de nuevo varias paradas para arreglar las vendas de las botas de Inoki, lo que dio como resultado una ronda lo suficientemente monótona como para que Ali comenzase otra vez a insultar a Inoki.
En el noveno asalto, Ali pasó al ataque. Se agachó y tiró algunos jabs, atrayendo clamores en las gradas, y trató de rodear a Inoki para pasar la peligrosa defensa de sus piernas, planeando obligarle a ponerse en pie. Sin embargo, Inoki contrarrestó su nueva estrategia girándose sobre la lona y acertó una nueva patada que hizo trastabillar al boxeador. Inoki anotó otro más, y el tambaleo de Ali evidenció que el daño acumulado a sus piernas estaba empezando a ser decisivo.
En el décimo asalto, Ali lanzó su segundo puñetazo, anotando un jab a la cara de Inoki, pero la ejecución del golpe le dejó abierto para otra patada, y el japonés marcó un nuevo par de patadas tanto al interior como al exterior de la pierna de Ali. Posiblemente creyendo que el boxeador estaba ya lo bastante debilitado como para que Inoki se levantara, el público comenzó a demandar una lucha vertical, canto que Inoki pareció obedecer al ponerse en pie y cargar contra Ali, pero desistió cuando el boxeador se aferró a las cuerdas para mantener el equilibrio. El asalto transcurrió ya con el público completamente en contra de Inoki, que seguía pateando desde el tapiz, a pesar de que el equipo de Ali estaba cada vez más preocupado con el estado de sus piernas.

### Asaltos 11-15
El undécimo asalto fue testigo de una nueva táctica por parte de Ali. Tras una sugerencia de Rhee, el practicante de taekwondo de su equipo, Ali empezó a intentar bloquear las patadas de Inoki interponiendo sus guantes entre ellas y sus piernas. También volvió a atrapar la bota de Inoki y amenazó con retorcerle la pierna, a pesar de que Ali no poseía los conocimientos de llaveo necesarios para hacerlo. De cualquier modo, los bloqueos de Ali tuvieron éxito durante varios minutos, pero Inoki adaptó su puntería y reanudó su castigo sobre las piernas del boxeador. Mientras el equipo de Ali atendía sus heridas, Gotch aconsejó a Inoki aprovechar la próxima vez que Ali cayera para montarse sobre él y someterlo.
En el asalto número doce, Ali reajustó a su vez sus bloqueos y paró la mayoría de las patadas de Inoki. El japonés respondió poniéndose en pie y anotando una patada baja convencional, pero esta era una acción ilegal y como tal atrajo protestas por parte de los estadounidenses. Éstos advirtieron a Ali de aprovechar para atacar a Inoki, sólo para que éste descendiese a la lona inmediatamente, resguardándose así de ello. Cuando el asalto acabó, la pierna izquierda de Ali, la más agredida, estaba tan hinchada que su grosor parecía el doble del de la derecha.
En el decimotercer asalto, Ali pasó de nuevo al ataque y tomó el centro del cuadrilátero. El luchador amagó un intento de derribo para empujar a Ali contra las cuerdas incluso aunque no pudiera ejecutarlo legalmente. Tras una burla y un bloqueo por parte de Ali, Inoki se levantó, cargó contra el estadounidense y aferró su cintura en lo que parecía un suplex de lucha grecorromana, pero Ali apresuradamente agarró las cuerdas. Durante el consecuente trabamiento, Ali empujó a Inoki y éste respondió con un rodillazo en su entrepierna, lo que ocasionó que el árbitro tuviera que intervenir y, tras penalizar al japonés, convencer a Ali de no abandonar el combate. Tras el descanso, Inoki amenazó con otra patada al muslo, pero Ali acertó dos jabs y le obligó a buscar refugio en la lona.
El asalto número catorce vio a Inoki amagando un derribo y algunos jabs por su cuenta antes de volver a su estrategia. Ali trepó a las cuerdas sin motivo, haciendo que Inoki le increpara, y los púgiles intercambiaron burlas, cada uno retando al otro a luchar contra él en su respectivo terreno. Ali entonces cerró el asalto con un nuevo jab. Sorprendentemente, antes del decimoquinto y último asalto, Inoki y Ali se estrecharon las manos, a lo que el público aclamó en anticipación de un posible esfuerzo final. En cambio, las tácticas de los contendientes no cambiaron, incluso aunque Ali recordó a Inoki a gritos que el combate iba a acabar. El japonés acertó varias patadas y el boxeador un jab, pero nada decisivo surgió de ello, y poco después sonó la campana final. Inoki y Ali se abrazaron en una mezcla de clamores y abucheos.
Después de que Ali diera un discurso al micrófono, considerándose a sí mismo el vencedor debido a la «cobardía» de Inoki, los jueces se reunieron para decidir el resultado. El juez de lucha libre Kokichi Endo dio 74-72 a favor de Ali, mientras que el juez de boxeo Ko Toyama legisló irónicamente 72-68 a favor de Inoki, dejando por tanto el peso de la decisión al árbitro LeBell. Éste juzgó que Inoki era el ganador, pero, como había cometido varias infracciones, dio 71-71 y declaró un empate.

## Recepción
La creencia popular es que Ali dio de lleno 5 puñetazos a lo largo del combate, mientras que Inoki acertó 64 patadas. Sin embargo, según conteos modernos con el programa de medida FightMetric, Ali lanzó 7 puñetazos y 49 patadas descendentes, pero sólo 6 del total de estos ataques tuvieron alguna potencia, mientras que Inoki tiró 4 golpes junto con 107 patadas ascendentes, de lo cual contaron nada menos que 78 impactos. Producto de este castigo, las lesiones en las piernas de Ali fueron tan graves que terminó ingresado en un hospital, y el doctor Pachecho temió una infección de graves consecuencias, llegando a plantearse la amputación. Aunque Ali insistió a la prensa que no se trataba de nada grave, le quedaron dos coágulos de sangre que afectaron a su movilidad el resto de su carrera.
La recepción de la lucha fue intensamente negativa. El público del Budokan, ignorante de las reglas que habían condicionado el espectáculo, exigió la devolución de su dinero y arrojó desperdicios al cuadrilátero, hasta el punto de que el personal de limpieza tendría que trabajar a jornada completa el día siguiente para limpiar el estadio. Los disturbios no se limitaron al Budokan, sino que se extendieron a las audiencias que también habían visto el combate por retransmisión. El periodista Dave Meltzer diría que los fanáticos «estaban esperando algo similar a un cruce entre un combate de boxeo y uno de lucha libre, y recibieron algo que no se parecía a ninguno de los dos».
Sólo después de aquella noche pudo Inoki explicar a los periodistas lo que las reglas le habían obligado a hacer para sobrevivir al combate, y para entonces su reputación había quedado mellada. Aunque el luchador pronto recuperó la fama, la apreciación por lo que había supuesto la lucha no llegaría hasta décadas después. Del mismo modo, tanto los críticos como los aficionados consideraron este combate como el momento más vergonzoso de la carrera de Ali. Rhee pensó lo mismo sobre su propia participación, y Pacheco llegó a negar durante años haber tomado parte en el combate.

## Legado
Después de la lucha, Ali e Inoki se hicieron amigos. El japonés empezó a usar el tema «The Greatest», de la película biográfica de Ali, como tema de entrada, y también adoptó la frase «bom-ba-ye» de los fanáticos de Ali en el Rumble in the Jungle. Además, Inoki volvería a tener otro combate contra otro boxeador, esta vez coreografiado, contra Leon Spinks, quien había destronado a Ali de su campeonato.
El 22 de diciembre de 1991, Nobuhiko Takada, antiguo aprendiz de Inoki, tuvo un combate real similar contra Trevor Berbick, el último oponente de Ali antes de su retiro. De una manera que evocaba las patadas de Ali e Inoki, Takada ganó por abandono cuando Berbick dejó el ring como consecuencia de múltiples patadas a las piernas.
En 1998, Inoki se retiró de la lucha libre profesional. Ali viajó desde Estados Unidos para verla tener su último combate, contra Don Frye, y subió al cuadrilátero para abrazarlo tras el toque de campana. Tras ello dio un discurso rememorando la lucha.

Era 1976 cuando combatí contra Antonio Inoki en el Budokan. En el ring fuimos duros oponentes. Después de eso, construimos amor y amistad sobre nuestro respeto mutuo. Por eso me siento un poco menos solo ahora que Antonio se ha retirado. Es un honor para mí estar en el  cuadrilátero con mi amigo después de veintidós años. Nuestro futuro es brillante y esclarecedor. Antonio Inoki y yo pusimos nuestro empeño en hacer la paz en el mundo a través de los deportes, para demostrar que hay sólo una humanidad a pesar de las diferencias sexuales, étnicas o culturales.